# Кол-Ронкан (Белуно)
Кол-Ронкан (итал. Col-Roncan) је насеље у Италији у округу Белуно, региону Венето.
Према процени из 2011. у насељу је живело 319 становника. Насеље се налази на надморској висини од 591 м.